# 二酸化炭素回収・有効利用

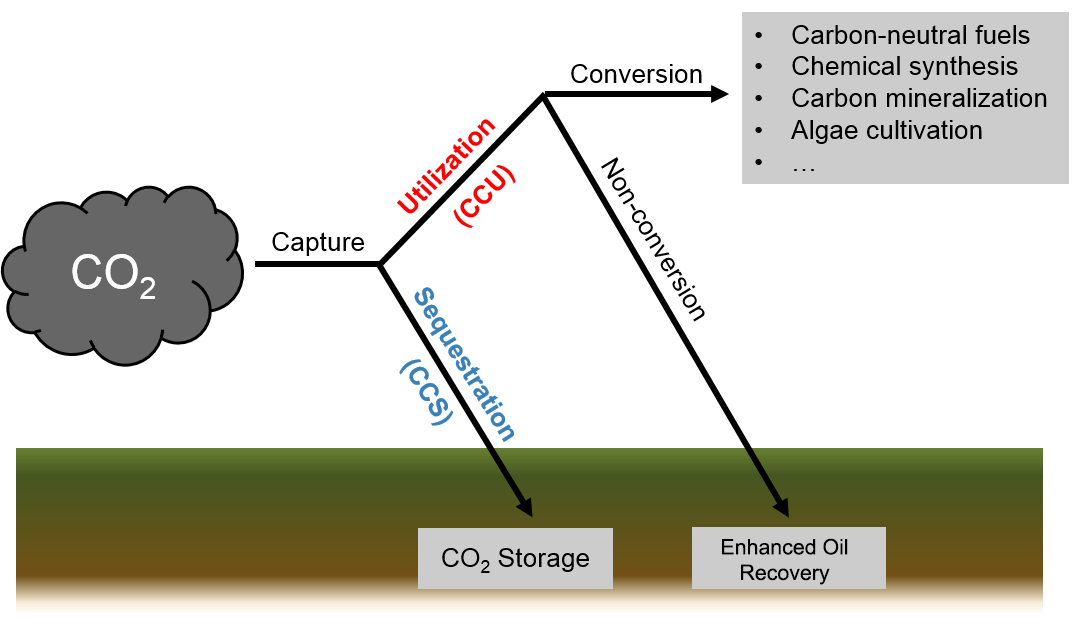
回収された二酸化炭素の隔離と利用の比較図

二酸化炭素回収・有効利用（にさんかたんそかいしゅう・ゆうこうりよう、英: Carbon capture and utilization、CCU）とは、産業プロセスから二酸化炭素を回収し、パイプラインで産業プロセスで使用する場所まで輸送するプロセスのことである。
回収された二酸化炭素は、複数の製品に変換することができる。そのうちの1つは、メタノールなどのアルコールであり、燃料やその他の代替・再生可能エネルギー源として使用される。その他の商業製品には、プラスチック、コンクリート、およびさまざまな化学合成のための反応物質がある。
一つの製品に関して、CCUは大気中の二酸化炭素の量を正の方向に増やすことはない。加えて、この製品が化石由来のものの代替品となる場合、全体として二酸化炭素排出量が削減される。
また、考慮すべき追加の要因がいくつかある。二酸化炭素は、熱力学的に安定した炭素の一形態であるため、二酸化炭素を原料として製品を製造するには、多くのエネルギーを必要とする。よって、CCUへの投資を検討する前に、製品を作るための他の原材料の入手可能性も考慮すべきである。
さまざまな回収と使用の可能性を考慮すると、化学物質、燃料、および微細藻類を使用する方法は、二酸化炭素の除去の可能性が限られ、建設資材や農業での使用を含む方法はより効果的であることが、研究によって示唆されている。
CCUの収益性は、大気中に放出される二酸化炭素のカーボンプライシングの一部に依存する。大規模な定置型（産業）排出源からの温室効果ガス排出を大幅に削減するという世界的な課題に対する一つの対応策として、二酸化炭素の回収と利用が考えられている。

## 定義と区別
二酸化炭素回収・有効利用（CCU）は、工業プロセスから二酸化炭素を回収し、パイプラインを介して工業プロセスで使用する場所に輸送することと定義されている。パイプラインは、二酸化炭素を長距離輸送する唯一の選択肢として期待されている。
CCUは、二酸化炭素回収・貯留（CCS）と異なり、二酸化炭素の永久的な地質学的貯蔵を目指していない。その代わりに、CCUは回収した二酸化炭素をプラスチック、コンクリート、e-fuelなど、より価値のある物質や製品に変換することを目指している。また、その際には、製造プロセスのカーボンニュートラル性を維持する。
CCUとCCSは、『二酸化炭素回収・有効利用・貯留』（CCUS）と総称される。

## 二酸化炭素の供給源
通常、二酸化炭素は石油化学工場のような定点発生源から回収される。これらの排気ガスから回収される二酸化炭素自体の濃度は様々である。典型的な石炭火力発電所では、煙道ガス中の二酸化炭素濃度は、10・12 ％である。バイオ燃料精製工場は、水やエタノールなどの不純物が少ない高純度（99％）の二酸化炭素を生産する。パイプラインを通じて輸送される回収された二酸化炭素には、アンモニア、窒素、硫化水素、二原子炭素、一酸化炭素、酸素、窒素酸化物、硫黄酸化物、およびヒ素などの不純物が含まれている。水素は水素脆化原因となり、水は鋼管の腐食の原因となる:424。
分離自体は、吸収、吸着、膜などのプロセスにより行うことができる。
CCUプロセスにおけるもうひとつの回収源は、植林の利用である。このアイデアは、大気中の二酸化炭素レベルが年間約5 ppm程度変動することを示すキーリング曲線の観測から生まれた。これは、植生の季節変化や北半球と南半球の大陸の違いに起因している。しかし、植物によって隔離された二酸化炭素は、植物が枯れると大気中に戻ってしまう。 そこで、成長が速く、高い二酸化炭素回収率を持つC4光合成を行う植物を植え、その後バイオマスをバイオ炭などの用途のために処理し、それを土壌に永久保存することが提案されている。

## 技術および応用例

### 二酸化炭素電解
長年にわたり、二酸化炭素の電気還元による様々な高付加価値製品の開発が行われてきた。主な対象は、ギ酸塩、シュウ酸塩、およびメタノールであり、これらの製品を二酸化炭素から電気化学的に生成することは、非常に持続可能な環境保護活動となる。回収した二酸化炭素は、水性触媒プロセスによって、カーボンニュートラル燃料に変換することができる。この方法で、二酸化炭素を直接エタノールに変換し、それをガソリンやジェット燃料に改良することができる。

### カーボンニュートラル燃料
カーボンニュートラル燃料は、大気中から回収した二酸化炭素を主な炭化水素源として合成することができる。この燃料は燃焼され、燃焼プロセスの副産物として二酸化炭素が大気中に放出される。このプロセスでは、大気からの二酸化炭素の放出や除去はないため、カーボンニュートラル燃料と呼ばれる。

#### メタノール燃料
炭化水素を生産するための確立されたプロセスでは、メタノールも製造できる。従来、メタノールは天然ガスから生産されてきた。メタノールは、二酸化炭素と水素から容易に合成できる。この事実から、メタノールエコノミーのアイデアが生まれた。
メタノール、またはメチルアルコールは、化学式がCH3OHで表されるアルコールの一種である。メタノール燃料は、再生可能エネルギーを使用して製造する際に、回収された二酸化炭素を使用して製造することができる。その結果、メタノール燃料は、カーボンニュートラルの持続可能性を実現するために、発電時に使用する化石燃料の代替品として考えられている。二酸化炭素からのメタノールの合成は、触媒の存在下での水素化反応によって行われる。一般に使用される触媒は銅、亜鉛、およびパラジウムである。これらの反応は、通常、高圧条件下で行われ、ルシャトリエの原理を使用して、反応の平衡をメタノール生成物へと推移させる。アイスランドのグリンダヴィークに生産施設を持つ企業である「カーボン・リサイクリング・インターナショナル社」は、現在年間約4,000 トンの生産能力を持つ、再生可能な高オクタン価のメタノール燃料販売している。

#### ジメチルエーテル
ジメチルエーテルは、軽油の代替品として、二酸化炭素を原料とするカーボンニュートラル燃料になり得ると有望視されている。ジメチルエーテルは通常、メタノールを酸触媒存在下で脱水反応させることによって合成されてきたが、近年、合成ガスと二元機能触媒を使用したメタノール合成と類似条件を用いて、二酸化炭素をジメチルエーテルに変換する一段階の方法が開発された。

### 化学合成
回収した二酸化炭素は、炭素原料として非常に好ましく、さまざまな製品に変換することができる。これらの製品は、亜鉛ベースの触媒を使用したポリカーボネートや、酢酸、尿素、ポリ塩化ビニルなどの有機製品である。また、現在、生産された尿素の75％（1億1200万 トン）、メタノールの2％（200万 トン）、サリチル酸の43％（3万 トン）、および環状炭酸エステルの50％（4万 トン）に二酸化炭素が原料として使用されている。化学合成は、二酸化炭素の永続的な貯留/使用法ではない。直鎖の脂肪族化合物は、わずか6ヶ月で分解し、二酸化炭素を大気に放出する可能性がある。化石燃料の使用が減少するにつれ、大気中の二酸化炭素を除去することが、長期間にわたる温室効果ガスの蓄積を防ぐ方法として、ますます注目されている。化石燃料の使用量の削減と相まって、二酸化炭素の排出と貯留は、「ネガティブエミッション」として知られている。
二酸化炭素はまた、細胞を使わずにデンプンを合成するための化学酵素プロセスにも使用する可能性がある。自然界では、デンプンは通常、光合成によって細胞内で二酸化炭素から合成される。細胞外合成では、無細胞合成として、二酸化炭素が無機触媒を用いてメタノールに還元され、その後、トリオースに変換される。トリオースは、ヘキソースに変換され、最終的に重合してデンプンになる。光合成には60の生化学反応が関与するのに対し、細胞外合成では11の段階で済む。これは、細胞外合成が光合成よりも速く行われる可能性があることを意味する。合成速度は、コーンスターチの8.5倍であり、二酸化炭素の吸収率は植物よりも効率的である。この方法はまだ発展途上であり、このテーマに関する最初の公表は2021年に行われたばかりのため、まだいくつかの問題がある。第一に、この方法には植物が太陽光を必要とするのと同様に、大きなエネルギー投入が必要である。使用される電気がクリーンに製造されたものでなければ、二酸化炭素が大量に排出される。さらに、高コストな点も、商業化の障壁となっている。
2023年に、シドニー大学とトロント大学の国際研究チームは、排出源または直接大気から回収した二酸化炭素を変換するための、新しい酸由来の電気化学プロセスを開発した。

### 石油増進回収
石油増進回収法では、回収した二酸化炭素を、枯渇した油田に注入し、油井から採掘される石油の量を増やすことを目的としている。この方法により、石油産出量を5～40％増加させることが証明されている。
増進回収ガスによる炭素隔離（CSEGR）では、二酸化炭素をガス層深部に圧入すると、少し離れたガス溜でメタンを生産するプロセスである。この、二酸化炭素を積極的に圧入することで、二酸化炭素の除圧とメタンの置換を引き起こし、ガス回収率が水押し型排油機構または枯渇押し型排油機構に比べて向上する。

### 炭素鉱物化
煙道ガスなどから発生する二酸化炭素は、酸化マグネシウムや酸化カルシウムなどの鉱物と反応し、安定した固体の炭酸塩を形成する。これらの鉱物は、採掘されるか、既存の塩水や鉱さい（スラグを含む）とともに再利用することができる。生成された炭酸塩は、建設資材や消費者向け製品、および二酸化炭素回収・貯留の代替手段として使用できる。
炭酸塩鉱物1.7 トンを生産するごとに、約1トンの二酸化炭素が大気から除去される。

### 微細藻類からのバイオ燃料

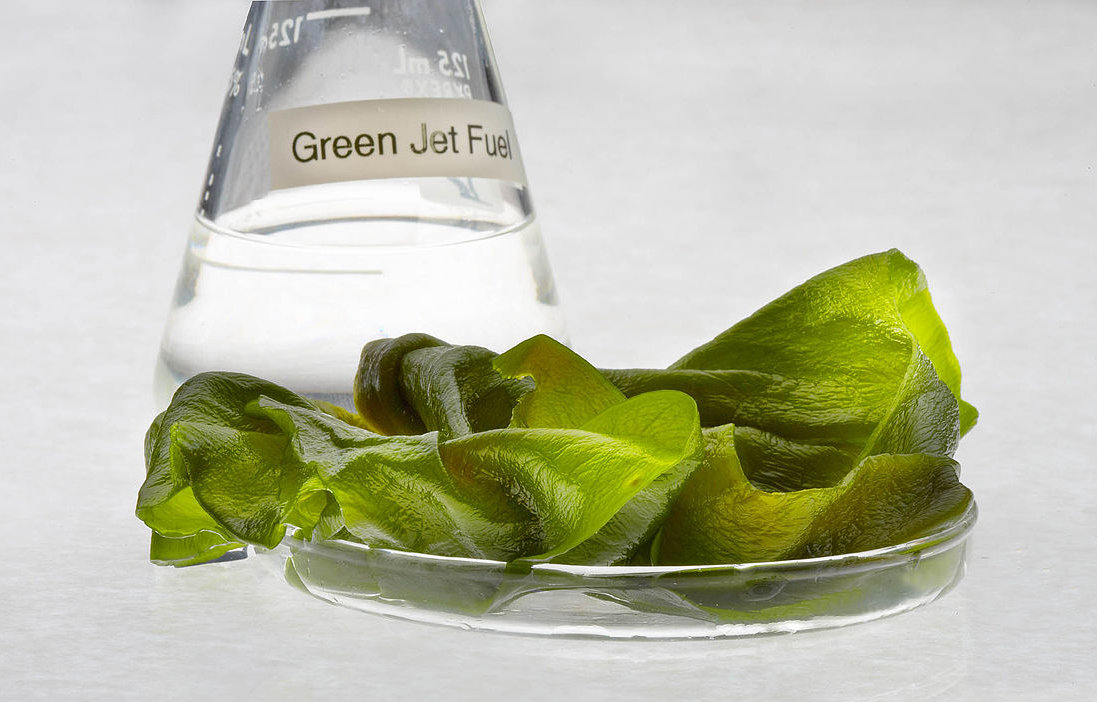
藻類から作られた微細藻燃料

研究によると、微細藻類は代替エネルギー源として利用できる可能性があると示唆されている。微細藻類の池に、煙道ガスなどの二酸化炭素を供給し、微細藻類を増殖させる。その後、藻類を収穫し、得られたバイオマスをバイオ燃料に変換する。乾燥した藻類バイオマス1トンあたりにつき、大気中の二酸化炭素を約1.8トン除去することができるが、実際には、この数値は種によって異なる。生産されたバイオ燃料が燃焼されると、二酸化炭素が再び大気中に放出されるため、回収された二酸化炭素が永続的に貯留されることはない。ただし、放出された二酸化炭素は、まず大気から回収されたものであり、それを再び大気中に放出するため、燃料はカーボンニュートラル燃料となる。微細藻類バイオ燃料は、第一世代および第二世代のバイオ燃料に付随する欠点がないため、第三世代バイオ燃料の一部として化石燃料の代替エネルギー源になり得ると考えられている。しかし、この技術はまだ成長しきっていない。現在の微細藻類培養システムは、ハイスループットなバイオマス成長や、二酸化炭素の回収を目的として設計されていない。大規模な微細藻類の培養には、レースウェイ、高速藻類増殖池、フォトバイオリアクターが最も広く使用されている。これらのシステムの限界は、微細藻類の成長要件に関連している。池は、十分な光の分布を確保するために狭い深さで運用されているため、広い土地面積が必要である。

### 農業
気候変動緩和策として提案されているのが、植物による二酸化炭素回収である。得られるバイオマスは燃料として使用でき、その副産物であるバイオ炭は土壌改良剤として農業に利用される。カリフォルニア州のカマリロに研究開発拠点を持つ、民間企業のクールプラネット社は、農業用のバイオ炭の開発を行っており、バイオ炭は土壌の健全性や栄養保持の改善によって農作物の収穫量を12.3%増加させ、投資利益を3倍にすると主張している。しかし、植物由来の二酸化炭素回収が、気候変動の緩和に有効であるとする主張には、かなり懐疑的である。
また、工場から回収された二酸化炭素を農産物の生産に活用する企業や自治体の取り組みも見られる。日用品メーカーの花王では、佐賀県佐賀市の清掃工場から回収した二酸化炭素を、工場にて生産するハーブの生育促進に活用し、美容製品に導入する取り組みを始める。総合スーパー事業のイオンでは、
東京都内の清掃工場から排出された二酸化炭素をイチゴの成長促進に活用し、販売する取り組みを開始している。愛知県蒲郡市と日本特殊陶業ら協力企業では、同市の食用油工場にて排出された二酸化炭素を活用し、ミカンの温室栽培に再利用する取り組みが見られている。

## 環境への影響

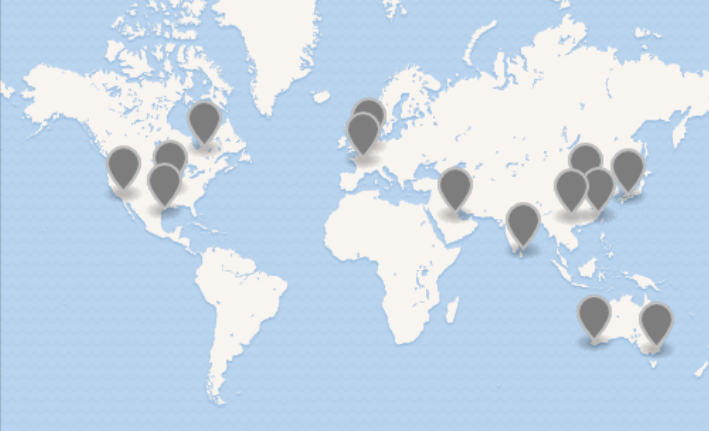
2011年のグローバルCCSインスティテュートの報告による、二酸化炭素回収および有効利用プロジェクトの開発場所

パイプラインは、延性破壊または、脆性破壊のどちらかによって破損する可能性がある:425。
2015年時点で、4つの主要なCCU技術（化学合成、炭素鉱物化、バイオディーゼル製造、増進回収法（EOR））の環境影響を評価するために、16の生活環境影響調査が実施された。これらの技術は、酸性化ポテンシャル、富栄養化ポテンシャル、地球温暖化係数、およびオゾン破壊係数など、10のライフサイクルアセスメント（LCA）の影響に基づいて評価された。異なる16モデルから得られた結論は、化学合成の地球温暖化係数（CCSの約216倍）が最も高い一方、石油増進回収法の地球温暖化係数（CCSの約1.8倍）が最も低いというものであった。
ライフサイクルアセスメントは、標準化されていないため、異なる評価方法やパラメータを使用しており、結果に影響を与えている。様々なCCU技術の影響を、より適切に評価および比較するには、方法論の指針の向上および、実務の標準化が必要である。

## 規制
アメリカでは、アメリカ連邦エネルギー規制委員会（FERC）と陸上運輸委員会（STB）が管轄権を行使している。また、アメリカ陸軍工兵司令部は全国規模の許可を発令することができる。